# 波斯托伊納市鎮

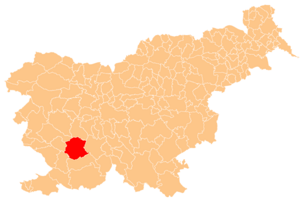

45°47′N 14°13′E / 45.783°N 14.217°E
波斯托伊納市鎮，是斯洛文尼亞西南部的一個市鎮，行政中心为波斯托伊納。傳統上屬於內卡尼奧拉地區。市镇面積为270平方公里，2018年人口数量为16,120人。
该市镇的现今范围设立于1994年10月3日，当时范围更大的波斯托伊納市鎮分成皮夫卡市鎮和波斯托伊納市鎮。